# Don Stewart
Donald Bruce „Don“ Stewart (* 14. November 1935 in Staten Island, New York; † 9. Januar 2006 in Santa Barbara, Kalifornien) war ein US-amerikanischer Schauspieler und Synchronsprecher.

## Leben
Don Stewart gab 1942 sein Filmdebüt in Where Trails End. Seinen Durchbruch erreichte er 1968 in der US-amerikanischen Seifenoper Springfield Story. Dort spielte er bis 1984 die Rolle des Mike Bauer. Nebenbei trat Stewart in zahlreichen Serien auf, etwa Remington Steele, Beverly Hills 90210, Unter der Sonne Kaliforniens, L.A. Law, Akte X und zuletzt 2001 in JAG – Im Auftrag der Ehre.
Don Stewart hat mit seiner ersten Frau Carol Gemberling zwei Kinder. Fünf Monate bevor er 2006 an Lungenkrebs starb, heiratete er Susan Tremble.

## Filmografie (Auswahl)

### Schauspiel
- 1942: Where Trails End
- 1943: Wild Horse Stampede
- 1944: Sturm über Arizona (Arizona Whirlwind)
- 1950: Masterpiece Playhouse (Fernsehserie, Episode 1x04)
- 1965: Alfred Hitchcock präsentiert (Alfred Hitchcock Presents, Fernsehserie, Episode 3x28)
- 1965: Laredo (Fernsehserie, Episode 1x04)
- 1965–1967: Die Leute von der Shiloh Ranch (The Virginian, Fernsehserie, 3 Episoden, verschiedene Rollen)
- 1966: McHale’s Navy (Fernsehserie, Episode 4x19)
- 1966: Der Flug des Schreckens (The Doomsday Flight, Fernsehfilm)
- 1967: Tal der Geheimnisse (Valley of Mystery, Fernsehfilm)
- 1967›–1969: Polizeibericht (Dragnet 1967, Fernsehserie, 10 Episoden, verschiedene Rollen)
- 1968: Mord nach Rezept (Prescription: Murder, Fernsehfilm)
- 1968: Adam-12 (Fernsehserie, 2 Episoden, verschiedene Rollen)
- 1973: Schatten der Leidenschaft (The Young and the Restless, Fernsehserie, 1 Episode)
- 1973–1984: Springfield Story (Guiding Light, Fernsehserie, 64 Episoden)
- 1983: Carnival Magic
- 1983: Lost
- 1985: Remington Steele (Fernsehserie, Episode 3x22)
- 1985: American Fighter (American Ninja)
- 1985: California Clan (Santa Barbara , Fernsehserie, Episode 1x354)
- 1985–1990: Unter der Sonne Kaliforniens (Knots Landing, Fernsehserie, 3 Episoden, verschiedene Rollen)
- 1986: Unser Haus (Our House , Fernsehserie, Episode 1x06)
- 1987: Eine Frau besiegt die Angst (The Betty Ford Story, Fernsehfilm)
- 1988: L.A. Law – Staranwälte, Tricks, Prozesse (L.A. Law, Fernsehserie, Episode 3x02)
- 1988: Feuersturm und Asche (War and Remembrance, Miniserie, Episode 1x06)
- 1989: Ein Engel auf Erden (Highway to Heaven, Fernsehserie, Episode 5x05)
- 1990: Hardball (Fernsehserie, Episode 1x13)
- 1990: Leute wie wir (People Like Us, Fernsehfilm)
- 1990: Future Zone
- 1990: Alles Okay, Corky? (Life Goes On, Fernsehserie, Episode 2x11)
- 1991: Profis contra Ganoven (Pros and Cons, Fernsehserie, Episode 1x02)
- 1992: Unsolved Mysteries (Fernsehserie, Episode 5x09)
- 1996: Beverly Hills, 90210 (Fernsehserie, Episode 6x28)
- 1996: Night Talk – Tödliches Liebesgeflüster (Listen)
- 1996: Akte X – Die unheimlichen Fälle des FBI (The X-Files, Fernsehserie, Episode 4x03)
- 1997: Profiler (Fernsehserie, Episode 1x17)
- 2001: JAG – Im Auftrag der Ehre (JAG, Fernsehserie, Episode 7x05)

### Synchronisationen
- 1991: Rover & Daisy (Rover Dangerfield, Zeichentrickfilm)